# Ariquemes
Ariquemes é um município brasileiro do estado de Rondônia e cidade principal do Vale do Jamari. Fundado em 21 de novembro de 1977, seu nome é uma homenagem a tribo extinta de indígenas Arikeme, habitantes originais dessa região, estes índios falavam o txapakura, pertencente ao tronco linguístico tupi. Ariquemes é a terceira maior cidade do estado de Rondônia e também um dos maiores pólos de educação superior da região. A cidade se destaca pela economia primária, baseada principalmente na Pecuária e extração de Cassiterita.

## História
Por volta de 1794, o Vale do Jamari, onde surgiu o núcleo que deu origem ao município de Ariquemes, era conhecido pela abundância de suas especiarias nativas, destacando o cacau e o látex da seringueira. A região habitada por extrativistas e índios possuía vários seringais, principalmente o Seringal Papagaios. Nessa época, a Amazônia era desconhecida.
A ocupação do Vale do Jamari ocorreu por volta de 1900, principalmente durante o primeiro ciclo da borracha, mas sua ocupação efetiva começou a partir de 1909 com a construção da linha telegráfica de Cuiabá a Santo Antônio do Rio Madeira, uma maratona de muito trabalho e sacrifício, cuja expedição era chefiada pelo Marechal Cândido Mariano da Silva Rondon, em sua terceira viagem pela Amazônia.
Em 1915, essa região foi delimitada pela Resolução nº 735, de 6 de outubro, e denominado 3º Distrito do município de Santo Antônio do Rio Madeira.
O 1° Ciclo da borracha foi um período de grande migração nordestina, com os migrantes ocupando terras e extraindo riquezas naturais, especialmente o látex da borracha, de grande procura internacional por conta da 1° guerra mundial e do crescimento da indústria automobilística.

### Emancipações
Em 11 de outubro de 1977, através da Lei nº 6.448, Ariquemes adquire sua emancipação política com a instalação política do município no dia 21 de novembro. Através da Lei nº 6.921, de 16 de junho de 1981, o município cedeu da sua área territorial para a criação do município de Jaru. Em 1988, através da lei nº 198 de 11 de maio, o município cedeu área, desta vez para a criação do município de Machadinho d'Oeste. Pelas Leis nº 364, 374, 375, 376 e 378 de 13 de fevereiro de 1992, foram consecutivamente doando áreas para a formação dos seguintes municípios: Jamari (atual Itapuã do Oeste), Alto Paraíso, Cacaulândia, Monte Negro e Rio Crespo. Há também o Garimpo Bom Futuro, um dos distritos do município com aproximadamente 2500 habitantes, localizado a 95 km de Ariquemes.

### Crescimento demográfico
Com as altas produções de borracha da Malásia, os seringais amazônicos entraram em decadência somente vindo a recuperar-se com a eclosão da II Guerra Mundial, em 1939, fazendo com que os aliados perdessem os seringais do oriente. A Amazônia via-se envolvida num conflito em função da borracha, iniciando, o segundo ciclo econômico com reflexos em todos os seringais já existentes. Novos imigrantes nordestinos surgem na Amazônia para contribuir com o trabalho na guerra que se desenrolava na Europa e no Oriente.
Na região de Ariquemes, durante o primeiro e segundo ciclo da borracha, havia vários seringais em toda a sua extensão, além do seringal papagaios havia também o seringal Monte Cristo, Seringal Recreio, Seringal Rio Branco, Seringal Massangana, Seringal Nova Vida, Seringal Guarani, Seringal Cajazeira, Seringal São Carlos, Seringal Setenta e Seringal Jaru. Segundo alguns antigos soldados da borracha, residentes em Ariquemes e Jaru, cada área tinha um proprietário que, na maioria das vezes, arrendava os seringais para os seringalistas
Em 13 de setembro de 1943, o presidente Getúlio Vargas, por meio do Decreto Lei nº 5.912, cria o Território Federal do Guaporé, e a região passou a fazer parte do município de Porto Velho como Distrito de Ariquemes. Induzido pelo Governo Federal, houve um fluxo migratório de nordestinos que se transformaram em seringueiros, formando um exercito de "Soldados de Borracha". Terminado o conflito mundial diminuiu o interesse pela borracha Amazônica.
Em 1958 com a descoberta da cassiterita, minério de estanho, novos contingentes migratórios ocorreram vindos de diversos pontos do país. Os garimpeiros se estabeleceram em volta do campo de pouso de aeronaves que escoavam a produção do minério, centralizaram suas moradias e os estabelecimentos comerciais.
Em fevereiro de 1960, o então presidente Juscelino Kubitschek de Oliveira, determinou ao Departamento Nacional de Estradas e Rodagens (DNER), a abertura e construção da estrada que acabou se tornando o leito da BR-364.
No dia 15 de abril de 1970, o Ministério das Minas e Energia proibiu a lavra manual de garimpagem da cassiterita sob argumento de ser predatória, determinando que a exploração das jazidas minerais fossem mecanizadas através de empresas. A partir daí, Ariquemes passou a ser apenas ponto de parada ao longo da BR-364.
Em 1972, Começaram os estudos realizados pelo INCRA nas áreas desapropriadas, que resultaram nos projetos de assentamento "Burareiro" e "Marechal Dutra". A partir de 1975, esses projetos entram em fase de implantação. O crescimento populacional é sentido e envolve a ação conjunta do INCRA, Governo do Território e Prefeitura Municipal de Porto Velho na criação de um planejamento urbano, com vista, a ocupação racional e planejada da área.
Antônio Carlos Cabral Carpinteiro, prefeito de Porto Velho, determinou a transferência da sede do Distrito, localizada às margens do rio Jamari, onde atualmente se localiza o bairro Marechal Rondon, para outra localidade próxima a BR-364, onde foi instalada a cidade planejada dividida em setores: Institucional, Industrial, Comercial e Residencial.
No dia 11 de fevereiro de 1976, a primeira árvore foi derrubada surgindo à Nova Ariquemes. A vila passa a ser chamada de Vila Velha. Houve tentativa de erradicação do vilarejo inicial, visto ser ele cortado ao centro pela BR-364, que lhe servia de eixo. Apesar das tentativas, o povo ali reside e manteve-se em grande parte ocupando a área atualmente incluída no plano urbano que representa uma referência histórica do município. Ainda hoje, pode se encontrar alguns pioneiros da imigração nordestina e seus descendentes do segundo ciclo da borracha, ruínas da instalação do posto telegráfico o mastro, além de alguns móveis, constituindo-se em memória viva daquela época.

## Geografia
Localiza-se a uma latitude 09º54'48" sul e a uma longitude 63º02'27" oeste, estando a uma altitude de 142 metros e uma área territorial de 4.427 km². Está localizado na porção centro-norte do estado, a 203 quilômetros de Porto Velho e sua população, conforme estimativas do IBGE de 2021, era de 111 148 habitantes.

### Geologia
Apresenta grande diversidade geológica, consistindo-se de planícies aluviais na região central e norte do munícipio - nos quais a a declividade média tende a ser plana, e de bases graníticas no leste e oeste do munícipio, próximo as extremidades da Bacia do Rio Jamari, o que faz originar formações topográficas com alta incidência de morros, como a Serra da Massangana. O ponto mais alto do Município - o Pico Maior do Jamari - está localizado no divisor de águas entre o Rio Jamari e o Rio Machadinho, com cerca de 395m de elevação acima do mar.

### Hidrografia
A cidade é rodeada por três grandes rios: o Jamari que é responsável pelo abastecimento de água no município, o Canaã e o Rio Branco ao norte da cidade. Existem também outros pequenos igarapés que cortam os setores 2, 5, 6, 7 Jardim América e outros.

### Clima
O clima de Ariquemes segue a classificação de Köppen, que se a aplica a quase todo o estado de Rondônia, sendo este do tipo equatorial. Este é predominantemente quente e úmido pois consiste basicamente de muito calor e umidade intercalados com um período de seca que pode durar até dois meses.
| Dados climatológicos para Ariquemes | Dados climatológicos para Ariquemes | Dados climatológicos para Ariquemes | Dados climatológicos para Ariquemes | Dados climatológicos para Ariquemes | Dados climatológicos para Ariquemes | Dados climatológicos para Ariquemes | Dados climatológicos para Ariquemes | Dados climatológicos para Ariquemes | Dados climatológicos para Ariquemes | Dados climatológicos para Ariquemes | Dados climatológicos para Ariquemes | Dados climatológicos para Ariquemes | Dados climatológicos para Ariquemes |
| Mês                                 | Jan                                 | Fev                                 | Mar                                 | Abr                                 | Mai                                 | Jun                                 | Jul                                 | Ago                                 | Set                                 | Out                                 | Nov                                 | Dez                                 | Ano                                 |
| ----------------------------------- | ----------------------------------- | ----------------------------------- | ----------------------------------- | ----------------------------------- | ----------------------------------- | ----------------------------------- | ----------------------------------- | ----------------------------------- | ----------------------------------- | ----------------------------------- | ----------------------------------- | ----------------------------------- | ----------------------------------- |
| Temperatura máxima média (°C)       | 30,3                                | 29,9                                | 29,8                                | 30,5                                | 30,3                                | 31                                  | 32,1                                | 33,3                                | 32,6                                | 32                                  | 31                                  | 30,7                                | 31,1                                |
| Temperatura média (°C)              | 25,2                                | 25,4                                | 25,3                                | 25,5                                | 25                                  | 24,5                                | 24,7                                | 25,9                                | 26,2                                | 26,2                                | 25,6                                | 25,4                                | 25,4                                |
| Temperatura mínima média (°C)       | 20,2                                | 20,9                                | 20,9                                | 20,5                                | 19,8                                | 18                                  | 17,4                                | 18,6                                | 19,8                                | 20,5                                | 20,3                                | 20,2                                | 19,8                                |
| Precipitação (mm)                   | 331                                 | 324                                 | 313                                 | 202                                 | 115                                 | 22                                  | 11                                  | 28                                  | 110                                 | 174                                 | 264                                 | 287                                 | 2 181                               |
| Fonte: Climate-Data.org             |                                     |                                     |                                     |                                     |                                     |                                     |                                     |                                     |                                     |                                     |                                     |                                     |                                     |

## Esporte e lazer

### Esportes
Ariquemes conta com uma infraestrutura para a prática esportiva, com ginásios de esportes e quadras cobertas na maioria dos bairros. A nível de futebol o Ariquemes FC é bicampeão estadual e depois de alguns anos praticamente falido voltou a se reabilitar no ano de 2007 saindo da segunda divisão e classificando-se para a primeira divisão estadual. O Ariquemes FC foi vice-campeão estadual em 2011. 

### Lazer
Os principais pontos de lazer são a Avenida Canaã, o entorno da Lagoa Quero-Quero, a Praça da Vitória, a Feira Municipal. Tais localidades possuem os principais restaurantes e bares, e também, maior concentração de pessoas nos fins de semana.  A cidade também possui atividades noturnas como boates, bares, cinema e danceterias. E atividades diurnas como as trilhas do Parque Botânico de Ariquemes e do Monte Ariquemes (localizado ao extremo sul da cidade).  

## Turismo

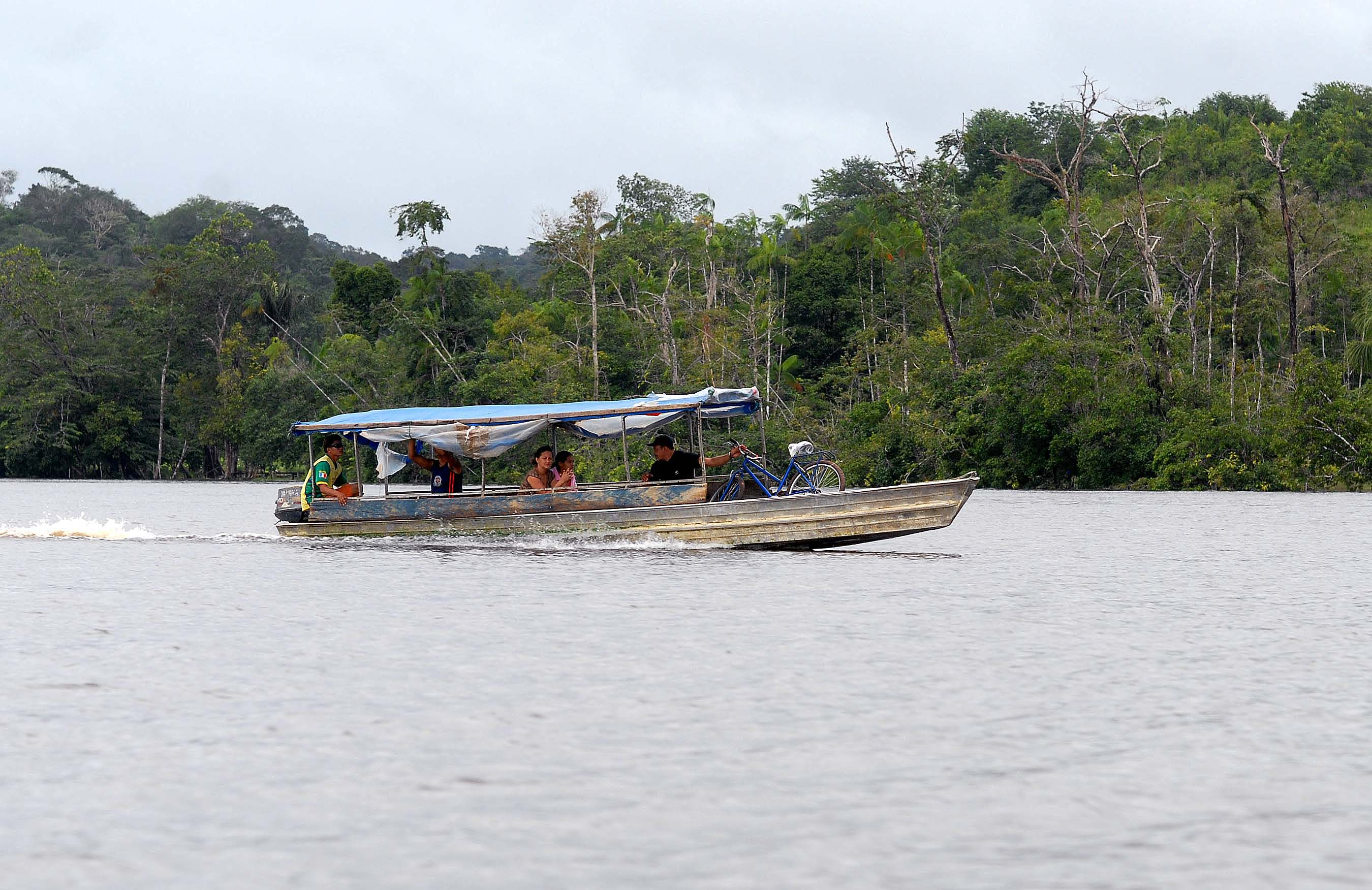
Voadeira (foto: Wilson Dias/Agência Brasil)

### Eventos
Durante o meio do ano, aproximadamente no fim do mês de julho acontece em Ariquemes, no Parque de Exposições, a Expoari, a maior festa de rodeio de Rondônia. São nove dias de evento, onde ocorrem  vários shows musicais, com artistas de todo o país.

### Localizações Naturais

#### Cachoeiras

##### Descovado
acesso pela ponte do Rio Canaã subindo de voadeira por cerca de 20 minutos. Percurso que proporciona o turista presenciar a diversidade de pássaros, tracajás e a beleza da mata nativa às suas margens, seus bosques naturais, assim como as praias que surgem com a baixa das águas a partir do mês de maio. A paisagem é de uma beleza singular. Outro acesso é pelo Travessão B-40 a aproximadamente cinco quilômetros depois da ponte do Rio Canaã, entrada à esquerda. A cachoeira é uma das mais bonitas do estado de Rondônia, sendo porém pouco conhecida. O local é de aproximadamente 300 metros de cachoeiras e corredeiras. As suas margens são todas de pedra e mata nativa. O local tem gravada um pouco da história de Ariquemes, visto que ainda se encontram por lá trilhos utilizados pelos seringueiros para transportar a borracha, desviando da cachoeira até o barco que era o único meio de transporte na época. Abaixo da cachoeira forma-se uma praia de águas rasas, ideal para camping.

##### Rio Quatro Cachoeiras
acesso pela BR-364, a 19 quilômetros sentido Jaru, primeira entrada à direita. Seguindo mais quatro quilômetros, chega-se no rio onde fica a primeira cachoeira. O visual impressiona pela beleza natural. Um barzinho funciona no local diariamente. Há espaço para camping. Descendo o rio há várias corredeiras rasas e alguns pontos mais profundos. Em alguns locais os visitantes aproveitam para fazer pescaria. Em grande parte das margens existem bosques e praias.

##### Monte Cristo
localizado no Rio Jamari. O acesso se dá através da-BR 364, Ariquemes sentido Porto Velho, depois da Polícia Rodoviária Federal, cerca de 500 metros à esquerda. O acesso se dá através de uma propriedade particular. Desta forma, é necessário autorização prévia do proprietário. Outro acesso é de barco. No local pode se observar a beleza do rio e das matas. É apropriado para pesca esportiva, já que há várias espécies de peixes, entre os quais se destacam o peixe cachorro, tucunaré, piranha e vários outros. O local tem uma forte corredeira e a profundidade é variada e incerta, o que o torna desapropriado para banho. Do outro lado tem a praia de areia onde a água é mais calma, com mata nativa nas margens.

##### Batistão
localizado no Rio Branco, acesso pela RO-257, Ariquemes sentido Machadinho do Oeste, a nove quilômetros, na entrada do IFRO (Instituto Federal de Educação, Ciência e Tecnologia de Rondônia). A visitação deve ser previamente agendada com a direção do Instituto, já que a área pertence a esta instituição. São aproximadamente 250 hectares de mata nativa que vem sendo preservada e utilizada para realização de turismo pedagógico. Conta com trilhas e uma certa quantidade de árvores catalogadas. No local, além da cachoeira, existe uma grande variedade de pássaros, aves e animais silvestres. Os alunos e professores do Instituto fazem o trabalho de guias e orientam os visitantes sobre a importância da preservação do meio ambiente . As visitas são abertas ao público em geral, desde que com autorização e total respeito à natureza. O acesso a cachoeira é por trilha de aproximadamente 500 metros de extensão. O balneário é um verdadeiro paraíso em meio a floresta, com cachoeira e corredeiras rasas que se espalham nas pedras. Em suas margens há um belo bosque em meio a mata nativa.

##### Madalena
Localizada nas margens do Rio Madalena, acessível através da Linha C-70 até o ponto onde se encontra a linha de alta tensão, ao norte de Ariquemes, a cachoeira está situada em uma propriedade privada, porém, frequentemente invadida por moradores locais. O ambiente é vasto e apresenta uma beleza exuberante

## Transportes

### Mobilidade Urbana

#### Bicicleta
A bicicleta é bastante utilizada de forma diária pela população, tanto para a locomoção quanto para o esporte. A cidade possui topologia bastante plana e espaço amplo para a circulação, o que torna muito propício o uso massivo das bicicletas.
Iniciativas recentes vem implantando ciclovias e maior área de sombreamento nas bordas das ruas, o que garante uma melhor segurança e conforto para os usuários de Bicicleta.

#### Transporte Compartilhado
A cidade é uma das pioneiras no uso de moto-táxi no Brasil e é um município-piloto na questão da regulamentação dos táxis de motocicletas, os quais são tidos como um transporte ágil e econômico.

#### Transporte Público
O transporte público urbano para todos é inexistente, apesar de existir exceções pelo SIM que transporta grávidas, idosos e deficientes de forma gratuita, o qual deve ser acionado sob demanda. Há também ônibus para o transporte de estudantes de escolas públicas rurais.

### Inter-cidades

#### Ônibus Rodoviário
A rodoviária de Ariquemes está localizada na Avenida Capitão Sílvio. A Eucatur é a principal empresa que atua na cidade com destinos para fora do estado. A Expresso Maia, a Gontijo e a Andorinha também são empresas que atuam na cidade. As empresas Mediterrâneo e Marlin são empresas que atuam com destinos ao interior do estado.

#### Aeroviário
O Aeroporto de Ariquemes é somente para voos particulares de pequenas aeronaves e aulas de pilotagem. A pista é asfaltada possuindo 1.300 metros de comprimento e 19 metros de largura. O aeroporto esta localizado a 5 km do centro da cidade. Em janeiro de 2013 o governador de Rondônia Confúcio Moura anunciou a construção de um novo aeroporto na cidade que terá pista de 1800 metros de cumprimento e 30 de largura para o recebimento de voos comerciais de aeronaves de até 250 passageiros. A previsão de Conclusão da obra após os processos licitatários é de 2 anos.

### Infra-estrutura

#### Rodovias
A principal entroncamento rodoviário de Ariquemes é a BR-364, que liga a cidade ao sul do país.
A cidade é atendida ainda pelas rodovias estaduais RO-257 que dá acesso ao distrito de 5° BEC, Machadinho d'Oeste e ao Oeste de Mato Grosso, RO-421 que dá acesso ao municípios de Monte Negro, Buritis e Campo Novo .

## Religião
As religiões mais praticadas na cidade são o catolicismo e o protestantismo neste último destacando-se a Congregação Cristã no Brasil que possui o maior templo da denominação na Região Norte do Brasil com capacidade para 1.500 pessoas sentadas. Outras denominações que possuem grandes templos e números de seguidores são a Adventista do Sétimo Dia, Assembleia de Deus, Missão Kadosh, Igreja do Evangelho Quadrangular, Igreja Batista, Igreja Presbiteriana e Igreja em Ariquemes.
| Religião       | %    |
| -------------- | ---- |
| Catolicismo    | 40,5 |
| Protestantismo | 33,7 |
| Outras         | 5,7  |
| Sem religião   | 20,1 |

## Economia
Em maio de 2013, Ariquemes, Vilhena e Porto Velho apareceram na revista Pequenas Empresas & Grandes Negócios entre as 25 melhores cidades do Brasil para se empreender. A cidade de Ariquemes foi apontada por ser o primeiro município do interior com a maior arrecadação estadual, além de ser forte na pecuária, na produção de café, cacau, guaraná e cereais, sem falar de possuir o maior garimpo de cassiterita a céu aberto do planeta: o Garimpo Bom Futuro. O município reúne ainda inúmeras indústrias de diversos segmentos, gerando uma economia que é divida para uma população que ultrapassa 104 mil habitantes. O comércio de madeira teve grande ênfase antes da forte fiscalização, diminuindo o fluxo no setor.
O PIB da cidade é de R$ 1.005.152,00 e o PIB Per capita R$ 11.883,90.

## Bairros

### Zona Norte
- Jardim Monte Alegre
- Jardim Paulistano
- Jardim Paulista
- Jardim Europa
- Jardim Paraná
- Jardim Bella Vista
- Jardim Rio de Janeiro
- Jardim Alvorada
- Jardim Felicidade
- Jardim Vitória
- Jardim Eldorado
- Bairro Nova União 3
- Bairro Bom Jesus
- Pólo Moveleiro

### Zona Oeste
- Setor 1
- Setor 3
- Setor 5
- Setor 7
- Setor de Áreas Especiais
- Jardim América
- Setor Industrial
- Bairro Marechal Rondon
- Bairro São Geraldo
- Bairro Nova Londrina
- Bairro Vila do Sossego
- Bairro Jamari
- Monte Cristo
- Monte Cristo II
- Jardim do Vale
- Jardim Monte Alegre
- Industrial Jamari
- São Geraldo II
- Setor de Apoio Rodoviário

### Zona Leste
- Setor 2
- Setor 4
- Setor 6
- Setor 8
- setor 11
- Setor Colonial
- Bairro 25 de Dezembro
- Bairro Apoio Social
- Bairro Coqueiral
- Bairro Gerson Neco
- Bairro Nova União 1
- Bairro Parque das Gemas
- Bairro Renascer
- Bairro Rota do Sol
- Bairro São Luiz
- Jardim Primavera

### Zona Sul
- Setor 9
- Setor 10
- Setor 12
- Setor de Grandes Áreas
- Jardim das Palmeiras
- Jardim das Pedras
- Jardim Jorge Teixeira
- Jardim das Flores
- Jardim Zona Sul
- Bairro Marechal Rondon

### Saúde
A atenção básica de saúde, ou serviços de baixa complexidade, são atendidos pelo setor público Municipal nas Unidades Básicas de Saúde (UBSs), que estão espalhadas por vários bairros.

### Educação

#### Ensino básico
Atualmente o município conta com várias instituições municipais, estaduais e Federais e particulares de ensino, entre elas destacam-se:
- E.E.E.M.T.I. Heitor Villa Lobos - Estadual
- E.E.E.F.M. Ricardo Cantanhede - Estadual
- E.E.E.F.M. Anísio Teixeira - Estadual
- E.E.E.F.M. Carmen Ione de Araújo - Estadual
- E.E.E.F.M. Tiradentes III (Militar) - Estadual
- E.E.E.F.M. Cora Coralina - Estadual
- E.E.E.F.M. Jardim das Pedras - Estadual
- E.E.E.F. Albina Marció Sordi - Estadual
- E.E.E.F. Migrantes - Estadual
- CEEJAAR Centro Estadual de Ensino de Jovens e Adultos de Ariquemes
- E.M.E.F. Dr. Dirceu de Almeida - Municipal
- E.M.E.F. Mário Quintana - Municipal
- E.M.E.F. Prof° Levi Alves de Freitas - Municipal
- E.M.E.F. Magdalena Tagliaferro - Municipal
- E.M.E.F. Venâncio Kottwitz - Municipal
- E.M.E.F. Jorge Teixeira - Municipal
- E.M.E.F. Ireno Antônio Berticelli - Municipal
- E.M.E.F. Roberto Turbay - Municipal
- E.M.E.F. Aldemir Lima Cantanhede - Municipal
- E.M.E.F. Pedro Loubak - Municipal
- E.M.E.I.E.F Profª Eva dos Santos De Oliveira - Municipal
- E.M.E.I.E.F. Chapeuzinho Vermelho - Municipal
- E.M.E.I.E.F. Pingo de Gente - Municipal
- E.M.E.I.E.F. Sonho Meu - Municipal
- E.M.E.I.E.F. Henrique Dias - Municipal (POLO)
- E.M.E.I.E.F. Arco-Íris - Municipal (POLO)
- E.M.E.I.E.F. Mafalda Rodrigues - Municipal (POLO)
- E.M.E.I.E.F. Jorge Luiz Moulaz - Municipal (POLO)
- E.M.E.I.E.F. Vinícius de Moraes - Municipal (POLO)
- E.M.E.I.E.F. Paulina Mafini - Municipal (POLO)
- E.M.E.I.E.F. Pe. Ângelo Spadari - Municipal (GARIMPO)
- C.M.E.I. Balão Mágico - Municipal
- C.M.E.I. Madre Tereza De Calcuta - Municipal
- C.M.E.I. Sonho de Criança - Municipal
- C.M.E.I. Criança Feliz - Municipal
- C.M.E.I. Arikem - Municipal
- Creche Castorzinho - Particular
- Creche Moranguinho - Particular
- Colégio Dinâmico - Particular
- Colégio Ágape (CEAMC)- Particular
- Colégio Pituchinha - Particular
- Colégio Monteiro Lobato - Particular
- Colégio Adventista - Particular
- Colégio Excelência - Particular
- Instituto Federal de Educação, Ciência e Tecnologia de Rondônia - Federal

#### Ensino Superior
O município conta com as seguintes instituições de Ensino Superior:
- Universidade Federal de Rondônia (UNIR) - Pública
- Faculdades Integradas de Ariquemes (FIAR) - Particular
- Faculdades Associadas de Ariquemes (FAAR) - Particular
- Faculdades de Educação e Meio Ambiente (FAEMA) - Particular
- Instituto Federal de  Educação, Ciência e Tecnologia de Rondônia (IFRO) - Pública

## Praças e parques
- Praça do Açaí - Setor 2
- Praça da Vitória - Setor 1
- Praça Setor 5
- Praça Setor 6
- Praça Setor 9
- Praça Setor 10
- Praça Setor 11
- Lagoa Quero Quero - Jardim Europa
- Praça Marechal Rondon (Bairro Marechal Rondon)
- Parque Botânico Municipal
- Praça da Bíblia

## Principais ruas e avenidas
- Avenida Tancredo Neves (principal via da cidade em questão de comércios e órgãos públicos, proporcionando acesso às diversas regiões e bairros do município)[carece de fontes?]
- Estrada do aeroporto - Hugo Frey (estrada dá acesso ao aeroporto como o próprio nome diz, também aos bairros: Jardim Vitória, Nova União III, Jardim Paraná, Condomínio São Paulo, ao parque de exposições da APA e a BR-364)[carece de fontes?]
- Alameda do Ypê (principal centro de comércio de confecções. É um calçadão onde só é permitida a passagem de pedestres)[carece de fontes?]
- Alameda Piquiá (No Setor 01 de trás da Alameda do Ypê, com lojas de eletrodomésticos, confecções e também muitos consultórios médicos. Nela é permitida a passagem de veículos mas somente no sentido Avenida Canaã)[carece de fontes?]
- Avenida Canaã (Principal corredor leste-oeste da cidade começa na BR-364 como grande centro de vendas de peças de veículos, passando da Avenida Candeias se torna importante centro comercial e de diversão a noite com os mais caros bares e lanchonetes da cidade, depois Setor Institucional é importante via de acesso aos setores: 25 de Dezembro, Parque das Gemas, Coqueiral e etc.)
- Avenida Capitão Sílvio (Avenida que proporciona acesso à rodoviária e a Avenida Tancredo Neves, também é rodovia que dá acesso a cidade de Machadinho d'Oeste)[carece de fontes?]
- Avenida Jaru (Corredor leste-oeste atravessa a desde o Setor São Luiz até na BR-364)[carece de fontes?]
- Avenida JK (via de acesso aos setores: 2,4,6, Bom Jesus, e Condomínio Duque de Caxias, É também a principal via utilizada pelos moradores da Zona Leste para se ir ao trabalho o que gera grande fluxo de veículos nos horários de pico)[carece de fontes?]
- Avenida Machadinho (via de acesso aos bairros: Bom Jesus, Rota do Sol, Jardim Alvorada, Jardim América, Nova União 3 e Monte Alegre. Atravessa toda a cidade começando no Polo Moveleiro e terminando na BR-364)[carece de fontes?]
- Avenida Guaporé (principal Centro Comercial do setor 6, e setor 5, também dá acesso aos setores 11, Colonial e ao BNH-Setor 07)[carece de fontes?]
- 4ª rua Setor 9 (segundo maior centro comercial da cidade, onde existe comércio de todos os segmentos)
- Avenida Tucanos (Via de acesso aos setores 09,10 e Jardim das Palmeiras)[carece de fontes?]
- Avenida Perimetral Leste (A avenida corta quase toda a cidade começando no Setor 10 até o Jardim Alvorada, entre os setores 09 de baixo e Raio de Luz é importante centro comercial da Zona Sul)[carece de fontes?]
- Avenida Rio Branco (Atravessa quase toda a Zona Sul da cidade)[carece de fontes?]
- Avenida Brasil (Anel viário da cidade em construção começa na BR-364 passando por dentro do Jardim Zona Sul até a Subestação da Eletronorte na RO-257.[carece de fontes?]

## Política
- ver Lista de prefeitos de Ariquemes